# Cueto (Kuba)
Cueto ist eine Stadt und Municipio in der Provinz Holguín in Kuba.

## Geographie
Die Gemeinde liegt im Südwesten der Provinz Holguín, nahe der Grenze zur Provinz Santiago de Cuba. Der Nipe-Stausee und der Stausee des Río Brían bilden jeweils die östliche Grenze zur Gemeinde Mayarí. Die Gemeinden Báguanos, Mella and Urbano Noris (San Germán) im Norden, Süden und Westen an.

## Bevölkerung
Im Jahr 2018 hatte die Gemeinde Cueto eine Bevölkerung von 31.552, davon 16.308 Männer und 15.244 Frauen. Mit einer Gesamtfläche von 329 km² weist sie eine Bevölkerungsdichte von 96 Ew./km² auf. Die Stadt Cueto hatte bei der Volkszählung 2017 eine registrierte Bevölkerung von 15.111 Einwohnern, die in etwas mehr als 11.000 Haushalten lebten.

## Popkultur
Der Name der Stadt ist auch Titelthema eines berühmten Liedes von Compay Segundo aus dem Jahre 1940: „Voy para Mayarí“ („Ich fahre nach Mayarí“) vor. Der Name der Stadt sowie ihrer Gemeindedörfer Alto Cedro und Marcané kommt im daraus entstanden Liedtext des Liedes Chan Chan vor, das 1984 komponiert und 1996 von Compay Segundo veröffentlicht und auch vom Buena Buena Vista Social Club aufgeführt wurde:
| De Alto Cedro voy para Marcané Llego a Cueto voy para Mayarí |  | Von Alto Cedro fahre ich nach Marcané Ich komme in Cueto an und fahre nach Mayari |